# Лубеть (река)
Лубеть — река в России, протекает по Лужскому району Ленинградской области и (последние полкилометра) по Плюсскому району Псковской области.
Исток — озеро Лубетское западнее Луги. Течёт на запад до дороги Н164, затем поворачивает на юг. Устье реки находится в 25 км по левому берегу реки Вёрдуги в Псковской области. В нижнем течении русло спрямлено каналом. Длина реки составляет 23 км, площадь водосборного бассейна 110 км². Ближайший населённый пункт — Волошово.
В 3,8 км от устья, по правому берегу реки впадает река Тростянка. По правому же берегу в Лубеть идёт сток канализированной реки Керебежки (Загоренки) (до проведения мелиоративных работ, последняя впадала в Вердугу).

## Данные водного реестра
По данным государственного водного реестра России относится к Балтийскому бассейновому округу, водохозяйственный участок реки — Нарва. Относится к речному бассейну реки Нарва (российская часть бассейна).
Код объекта в государственном водном реестре — 01030000412102000026970.